# Hélène Sardeau
Hélène Sardeau (7 de julio de 1899 - 23 de marzo de 1969) fue una escultora estadounidense. Nacida en Antwerp, Bélgica, su familia se mudó a los Estados Unidos cuándo ella tenía aproximadamente 14 años.

## Biografía
Sardeau llegó a los Estados Unidos en 1913.  Estudió en el Barnard College, la Liga de Estudiantes de Arte de Nueva York, Cooper Union, y en la Escuela de Escultura americana, todo en la Ciudad de Nueva York. Más adelante estudió con Mahonri Young. Durante los años 1920, ella y él hermana, Mathilde, hicieron unas muñecas decorativas que recordaban a actores y actrices del momento.  También hizo las máscaras de la película de 1927 Prometheus in Chains.

## Trayectoria
Fue miembro fundador del Sculptors Guild, un gremio de Escultores.  Su primer encargo destacado fue The Slave (1940), para la Terraza Central del Ellen Phillips Samuel Memorial de Philadelphia, y que posteriormente sería exhibido en el MoMA antes de su instalación permanente.  Su obra de terracota Los Amantes (1937), estuvo incluida en la exposición temporal del MoMA Three Centuries of American Modernism (1938), una exposición que también viajó al Musée du Jeu de Paume en París.  En 1942, la ministra de educación de Brasil de la educación le encargó unos relieves y unas pinturas murales para la Biblioteca Nacional de Río de Janeiro.  En el verano de 1949,  fue una de las escultoras que mostró su obra en la 3.ª muestra internacional de escultura del Museo de Arte de Filadelfia .

## Obras destacadas
- En muchas colecciones privadas y en:[14]
- Amazon, Pennsylvania Academy of the Fine Arts, Philadelphia (1932)
- Mother and Child, Whitney Museum of American Art, New York City (1933)
- Sailors of the United States Mails (full-scale model, Ossining, NY Post Office), Washington, D.C. (1936)[15]
- The Slave, limestone, Ellen Phillips Samuel Memorial, Fairmount Park, Philadelphia (1940)[16]
- Negro Lament, Philadelphia Museum of Art  (1941)
- Planting, Mother and Child, Reaping, post office reliefs, metal, Greenfield, MA (ca. 1941)[17]
- Reliefs for the National Library of Brazil, soapstone, Rio de Janeiro, Brazil (1942)[18][19]
- Icarus, plaster and bronze (1951)[20]
- Kneeling Woman, bronze, Metropolitan Museum of Art, New York City (1955)[21]
- Rape of the Sabine, Corcoran Gallery of Art, Washington, D.C.
- Untitled, relief print, woodcut, University of Maryland Art Gallery, College Park, MD (n.d.)[22]